# Lövdalen, Örebro kommun
Lövdalen är en småort i Norrbyås socken i Örebro kommun i Närke.